# Стефаняк Петро Олексійович
Петро Олексійович Стефаняк (нар. 11 липня 1958, с. Рожанівка, нині Україна) — український громадсько-політичний діяч, агроном. Голова Чортківської РДА (від 31 серпня 1998 до 25 квітня 2000).

## Життєпис
Петро Стефаняк народився 11 липня 1958 року у селі Рожанівці, нині Товстенської громади Чортківського району Тернопільської области України.
Закінчив Кам'янець–Подільський сільськогосподарський інститут (1981). Працював головним агрономом в колгосп «Україна» Заліщицького району, головним агроном, заступником директора Ягільницького кінного заводу, першим заступником агрофірми «Галичина» в с. Улашківцях Чортківського району, директором відгодівельного комплексу «Нагірянське» (1990—1998), головою Чортківської РДА (1998—2000), директора Ягільницького кінного заводу, на спільному підприємстві компанії РАЙЗ і Ягільницького кінзаводу, директором ТОВ «Дружба-Товсте», директором Чортківського комбінату хлібопродуктів (2017—2020).